# Thumby
Thumby (danska: Tumby) är en kommun (Gemeinde) i Kreis Rendsburg-Eckernförde i förbundslandet Schleswig-Holstein i norra Tyskland. Thumby är belägen på halvön Schwansen, som är en landtunga mellan Eckernförder Bucht och fjorden Schlei.
Kommunen ingår i kommunalförbundet Amt Schlei-Ostsee tillsammans med ytterligare 18 kommuner.

## Vänort
Thumby är vänort till kommunen Süderholz i tyska förbundslandet Mecklenburg-Vorpommern.